# GREE
A GREE egy japán ismeretségi hálózat, melyet Tanaka Josikazu alapított 2004-ben. 2011 januárjára Japán legnagyobb szociális hálózatává nőtte ki magát, amit a felhasználók számát és a bevételt tekintve szorosan követ a Yahoo! Mobage és a Mixi. A GREE, Inc., a szolgáltatás üzemeltetője több milliárd amerikai dollárt ér. A GREE elsősorban a mobiltelefonos játékokra összpontosít, mivel felhasználóik több mint kilencven százaléka a telefonján keresztül látogatja az oldalt. A cég virtuális javak, mint például a felhasználók avatárjaira adható ruhadarabok értékesítéséből szerez bevételt.
2011-ben a vállalat nyugat felé nyitott: áprilisában a cég 104 millió amerikai dollárérért felvásárolta a több mint hetvenöt millió felhasználót számláló OpenFeint közösségi hálózatot, így a két cég közös felhasználóbázisa 2011. szeptember 1-jén meghaladta a 155 milliót. 2012 közepére nemzetközi játékplatformot hoznának létre az OpenFeint és a GREE egyesítésével, elsődleges céljuk, hogy a szolgáltatásnak 1 milliárd felhasználója legyen. Ehhez nagyban hozzájárulnak a cég különböző ázsiai – szingapúri és kínai – cégekkel kötött szerződései, melyekkel potenciálisan még 700 millió felhasználójuk lehet, így az össz felhasználó szám meghaladja a 800 milliót.